# Gaea emphytiformis
Gaea emphytiformis är en fjärilsart som beskrevs av Walker 1856. Gaea emphytiformis ingår i släktet Gaea och familjen glasvingar. Inga underarter finns listade i Catalogue of Life.